# Ротштейн, Адольф Юльевич
Адольф Юльевич Ротштейн (1857, Берлин — 8 ноября 1904, Санкт-Петербург) — банкир, предприниматель прусско-еврейского происхождения, возглавлявший «Санкт-Петербургский международный коммерческий банк» в 1889—1904 годах.

## Биография
Адольф Ротштейн родился в Берлине, старшим из шестерых детей в еврейской семье. Его отец Юлиус Ротштейн (1830—1899) происходил из Равича, но вскоре после бар-мицвы самостоятельно уехал в Берлин, где занялся табачной торговлей, затем сделался биржевым маклером. В 1858 году он женился на Фрумет Франк (1834—1911) из Зандерслебена.
Адольф начинал карьеру в лондонской торговой компании. Вскоре он вернулся на родину и устроился в крупный банк «Мендельсон и Ко». Кроме того, в молодости Ротштейн работал в парижском банке Ротшильда и брокером на берлинской бирже, где занимался конвертацией ценных бумаг. В 1879 году он переехал в Санкт-Петербург, где начал работать в «Международном коммерческом банке». Через 10 лет Ротштейн возглавил этот один из крупнейших банков страны. Ему приписывали очень близкие отношения с министрами финансов конца века, Вышнеградским, которому он носил взятки, и Витте, сносившимся с Ротштейном по многим важным вопросам, в том числе по денежной реформе.
Когда финансовые кризисы конца XIX века побудили министра финансов России С. Ю. Витте искать союзников для создания международной валютной системы, основанной на золоте, он направил А.Ю. Ротштейна весной 1899 года обсудить эту идею с Дж. П. Морганом на секретных переговорах в Брюсселе. Затем доверенный банкир Моргана Р. Портер прибыл в Петербург на переговоры с Николаем II и Витте.
Стороны пришли к соглашению, и началось привлечение к предприятию крупнейших банкирских домов Европы: Ротшильдов (парижских и лондонских), Мендельсонов (Берлин). Таким образом начала реализовываться идея Международной финансовой системы, одобренная затем на Второй Гаагской конференции 1907 года, но не реализованная из-за противоречий между главными мировыми державами.
Ротштейн был учредителем ряда крупных предприятий, в том числе железных дорог, предприятий с участием дружественных ему иностранных банков, «Никополь-Мариупольского горно-металлургического общества», «Русско-Китайского банка». В ноябре 1904 года Ротштейн умер от воспаления лёгких.
Обладал обширной библиотекой и собранием картин. Прославился устройством еженедельных торжественных приемов, на которых собиралась все высшее общество столицы. Обеды обходились ему в огромые деньги, но Ротштейн всячески старался сохранить за собой звание "первого банкира столицы".
При оценке состояния Ротштейна называлась сумма 50 миллионов рублей, тратил он также много. Современники описывали его неприятным человеком, грубым и неопрятным. В столице Ротштейн жил в зданиях Международного коммерческого банка, сначала на Галерной улице, дом 5, затем на Невском проспекте, дом 58.

## Семья
- Первая жена — Евгения ЛеГренци (1866, Грац — 1936, там же), актриса.
  - Дети — Эльзи Ротштейн (1896, Санкт-Петербург — 1940, Брукк-ан-дер-Мур) и Фриц Ротштейн (1898, Санкт-Петербург — 1914, Грац).
- Вторая жена — Камилия Шмидт (англ. Camille C. Schmidt), родом из Англии, сводная сестра Евгении ЛеГренци (первой жены Адольфа Ротштейна). 
  - Приёмный сын — Александр Верт (1901—1969), журналист.
    - Внук — Николя Верт, историк-советолог.
- Брат — филолог-антиковед Макс Ротштейн[нем.] (1859—1940); его сын — колумбийский дирижёр Герхард Ротштейн (1910—1978).